# Las Alazanas
Las Alazanas är en ort i Mexiko.   Den ligger i kommunen San Felipe och delstaten Guanajuato, i den centrala delen av landet, 300 km nordväst om huvudstaden Mexico City. Las Alazanas ligger 1 856 meter över havet och antalet invånare är 121.
Terrängen runt Las Alazanas är platt österut, men västerut är den kuperad. Terrängen runt Las Alazanas sluttar österut. Runt Las Alazanas är det ganska glesbefolkat, med 31 invånare per kvadratkilometer. Närmaste större samhälle är Villa de Reyes, 14,0 km nordost om Las Alazanas. Trakten runt Las Alazanas består till största delen av jordbruksmark.